# Myronides (persoon)
Myronides was een Atheense generaal tijdens de Eerste Peloponnesische Oorlog. In 458 v.Chr. versloeg hij de Korinthiërs bij Megara en in 457 v.Chr. versloeg hij de Boeotiërs tijdens de Slag bij Oenophyta. Myronides’ overwinning bij Oenophyta was de start van een decennium Atheense overheersing van Boeotië, Locris en Phocis. Al deze gebieden werden ook wel het Atheense landimperium genoemd.
Sommigen beweren dat hij dezelfde generaal is als de Myronides die samen met Kimon II en Xanthippus naar Sparta ging en die ook generaal was tijdens de Slag bij Plataeae. De meeste wetenschappers twijfelen echter aan deze mogelijkheid.